# Võ Nhai
Võ Nhai (武崖) là một huyện miền núi nằm ở phía đông bắc tỉnh Thái Nguyên, Việt Nam.

## Địa lý
Huyện Võ Nhai nằm ở phía đông bắc của tỉnh Thái Nguyên, nằm cách thành phố Thái Nguyên khoảng 47 km về phía đông bắc, cách trung tâm thủ đô Hà Nội khoảng 134 km, có vị trí địa lý:
- Phía đông giáp huyện Bình Gia, huyện Bắc Sơn và huyện Hữu Lũng thuộc tỉnh Lạng Sơn
- Phía tây giáp huyện Đồng Hỷ và huyện Chợ Mới, tỉnh Bắc Kạn
- Phía nam giáp huyện Yên Thế, tỉnh Bắc Giang
- Phía bắc giáp huyện Na Rì, tỉnh Bắc Kạn.

### Dân cư
Dân số huyện Võ Nhai theo thống kê năm 2019 là 68.196 người, xếp thứ 9 trong toàn tỉnh. Đây cũng là đơn vị có dân số, mật độ dân số thấp nhất và có diện tích lớn nhất tỉnh Thái Nguyên.
| Năm            | 2002   | 2017   | 2019   |
| Dân số (người) | 62.744 | 66.340 | 68.080 |

### Địa hình
Võ Nhai là huyện có địa hình phức tạp, đồi núi là chủ yếu, đất ruộng ít, phần lớn diện tích là đồi núi thấp và núi đá vôi, những vùng đất bằng phẳng phục vụ cho sản xuất nông nghiệp nhỏ, chủ yếu theo các khe suối, triền sông và thung lũng.

### Tài nguyên đất
Theo kết quả phúc tra theo phương pháp định lượng FAO/UNESCO do Viện Thiết kế xây dựng thực hiện thì toàn huyện Võ Nhai có các nhóm đất sau:
- Đất phù sa: 1.816 ha chiếm 2,16% diện tích.
- Đất đen: 935,5 ha chiếm 1,11% diện tích.
- Đất xám bạc màu: 63.917,7 ha chiếm 76,08% diện tích đất tự nhiên, phân bố ở các thung lũng trên địa bàn tất cả các xã trong huyện.
- Đất đỏ: 3.770,80ha, chiếm 4,49% diện tích tự nhiên.
- Các loại đất khác: có 13.570,44 ha chiếm 16,16% diện tích.
Nhìn chung huyện Võ Nhai có nhiều loại đất canh tác phù hợp với nhiệu loại cây trồng, đặc biệt là cây công nghiệp, cây ăn quả và trồng rừng, song chủ yếu là đất đồi núi; những diện tích đất bằng phẳng phục vụ cho canh tác nông nghiệp rất thấp, đất ruộng lúa chỉ còn lại 2.916,81 ha.

### Tài nguyên rừng
Do diện tích đất lâm nghiệp lớn, lại là huyện vùng cao có khí hậu nhiệt đới nên hệ thực vật có nhiều loại gỗ quý từ nhóm II đến nhóm VIII, song đến nay trữ lượng không còn nhiều. Rừng già và rừng trung bình chiếm tỷ lệ thấp, chủ yếu là ở các vùng sâu, vùng xa. Ngoài rừng gỗ còn có rừng tre, nứa, vầu...
Trong tổng cộng 50.595 ha rừng có:
- Rừng gỗ: 20.115 ha.
- Rừng tre, nứa, vầu: 603 ha.
- Rừng hỗn giao: 3.440,87 ha.
- Rừng núi đá: 26.437 ha.
Hệ động vật tương đối phong phú, đa dạng, gồm các loại thú rừng, bò sát, chim. Hiện nay số lượng động vật đang bị suy giảm nhiều do nạn săn, băn bừa bãi và chặt phá rừng làm mất nơi cư trú.

### Tài nguyên khoáng sản
Qua kết qủa điều tra tìm kiếm thăm dò của UBND huyện Võ Nhai, trên địa bàn huyện có các loại khoáng sản như sau:
Kim loại màu: Gồm chì, Kẽm ở xã Thần Sa với quy mô trữ lượng nhỏ không tập trung, Vàng ở xã Thần Sa, xã Sảng Mộc, xã Liên Minh nhưng chỉ là vàng sa khoáng, hàm lượng thấp, quản lý khai thác khó khăn.
Mỏ phosphor ở xã La Hiên trữ lượng khá (khoảng 60.000 tấn).
Khoảng sản vật liệu xây dựng như: Đá xây dựng, cát, sỏi, sét xi - măng ở xã La Hiên, xã Cúc Đường có trữ lượng lớn và có chất lượng tốt.

### Tài nguyên nước
Trong huyện có hai hệ thống nhánh sông trực thuộc hệ thống sông Cầu và sông Thương, đó là hệ thống sông Nghinh Tường và hệ thống sông Dong và có nhiều khe, suối nhỏ do đó nguồn nước mặt tương đối phong phú nhưng phân bố không đều. Qua điều tra thăm dò khảo sát thì nguồn nước ngầm tương đối phong phú, chất lượng tốt đảm bảo phục vụ cho sinh hoạt và sản xuất của nhân dân.

## Lịch sử
Huyện Võ Nhai, thời thuộc nhà Đường là huyện Vũ Lễ, Thời Lý - Trần (thế kỉ X - XIV), gọi là châu Vạn Nhai. Thời thuộc Minh (1407-1427), đổi thành châu Vũ Lễ. Đầu thời nhà Lê, châu Vũ Lễ đổi thành huyện Võ Nhai, thuộc phủ Phú Bình, do phiên thần họ Ma nối đời cai quản. Đầu đời Nguyễn Gia Long (từ năm 1802) vẫn theo như thế. Đến năm Minh Mạng thứ 16 (1836), huyện Võ Nhai gồm 8 tổng và 29 xã, trại, cai trị theo chế độ lưu quan. Đời Đồng Khánh (1886-1888), huyện Võ Nhai có 8 tổng, gồm 28 xã, trại:
1- Tổng Lâu Thượng, gồm 3 xã: Xuất Tác, Phù Trì, Lâu Thượng.
2- Tổng Lâu Hạ, gồm 2 xã: Lâu Hạ, Hương Thắng.
3- Tổng Tràng Xá, gồm 3 xã: Quan Lũng, Tràng Xá, Khắc Kiệm.
4- Tổng Bắc Sơn, gồm 4 xã: Bắc Sơn, Chiêu Vũ, Hng Vũ, Trấn Yên.
5- Tổng Nhất Thể, gồm 5 xã, trại: Vũ Lăng, Nhất Thể, Gia Hoà, Vũ Lễ và trại Nam Nhi.
6- Tổng Quỳnh Sơn, gồm 4 xã: Quỳnh Sơn, Hữu Vĩnh, Long Giản, Ngự Viễn.
7- Tổng Tân Tri, gồm 5 xã: Tân Tri, Sảng Mộc, Nghênh Tường, Phú Cốc, Vũ Chấn.
8- Tổng Vĩnh Yên, gồm 2 xã: Vũ Yên, Vũ Địch.
Huyện lị thời trước đặt ở xã Lâu Thượng, đến đời Đồng Khánh chuyển vào xã Chàng (Tràng) Xá.
Năm 1894, thực dân Pháp cắt các tổng Bắc Sơn, Nhất Thể, Quỳnh Sơn, Tân Lu, Vĩnh Yên ra khỏi huyện Võ Nhai để lập thành châu Bắc Sơn, thuộc tỉnh Lạng Sơn; huyện Võ Nhai được đổi thành châu Võ Nhai, gồm 6 tổng: Lâu Thượng, Tràng Xá, Phương Giao, Cúc Đình, Thượng Nùng, Vân Lăng với 22 xã, 1 phố, 5 trại. Từ đó cho đến sau Cách mạng Tháng Tám vẫn giữ nguyên như thế.
Ngày 25 tháng 3 năm 1948, Chủ tịch Chính phủ nước Việt Nam Dân chủ Cộng hòa kí Sắc lệnh số 148-SL bỏ các đơn vị hành chính cấp phủ, châu, quận. Châu Võ Nhai đổi thành huyện Võ Nhai, gồm 17 xã: Bình Long, Cúc Đường, Dân Tiến, Hòa Bình, La Hiên, Lâu Thượng, Liên Minh, Nghinh Tường, Phú Thượng, Phương Giao, Quang Sơn, Tân Long, Thần Sa, Thượng Nung, Tràng Xá, Văn Lăng, Vũ Chấn.
Ngày 22 tháng 12 năm 1949, theo Nghị định số 224-TTG của Thủ tướng Chính phủ, thôn Sảng Mộc (xã Yên Hân, huyện Bạch Thông, tỉnh Bắc Kạn) được sáp nhập vào xã Nghinh Tường (sau được tách ra lập xã Sảng Mộc). Huyện Võ Nhai bao gồm 18 xã: Bình Long, Cúc Đường, Dân Tiến, Hòa Bình, La Hiên, Lâu Thượng, Liên Minh, Nghinh Tường, Phú Thượng, Phương Giao, Quang Sơn, Sảng Mộc, Tân Long, Thần Sa, Thượng Nung, Tràng Xá, Văn Lăng và Vũ Chấn.
Năm 1965, Quốc hội ban hành quyết định sáp nhập 2 tỉnh Thái Nguyên và Bắc Kạn thành tỉnh Bắc Thái, huyện Võ Nhai thuộc tỉnh Bắc Thái.
Ngày 1 tháng 6 năm 1985, theo Quyết định của Hội đồng Bộ trưởng, 4 xã: Tân Long, Hòa Bình, Quang Sơn và Văn Lăng được cắt về huyện Đồng Hỷ. Huyện còn lại 14 xã.
Ngày 25 tháng 10 năm 1990, theo Quyết định số 454/TCCP của Ban Tổ chức Chính phủ, thị trấn Đình Cả được thành lập.
Ngày 6 tháng 11 năm 1996, tỉnh Thái Nguyên được tái lập từ tỉnh Bắc Thái, huyện Võ Nhai thuộc tỉnh Thái Nguyên, bao gồm gồm 14 xã và 1 thị trấn, với tổng số 170 xóm và 2 tổ dân phố.

## Hành chính
Huyện Võ Nhai có 15 đơn vị hành chính cấp xã trực thuộc, bao gồm thị trấn Đình Cả (huyện lỵ) và 14 xã

## Du lịch
Với địa hình có dãy núi đá vôi xen lẫn núi đất trung điệp tạo nên những thắng cảnh đẹp tự nhiên của núi rừng. Quần thể hang Phượng Hoàng - suối Mỏ Gà và những hang động khác như: hang Nà Kháo, Hang Huyền,... có nhiều nhũ đá tạo nên cảnh quan đẹp. Mái Đá Ngườm ở xã Thần Sa là cái nôi ra đời sớm nhất của người Âu Lạc. Rừng Khuôn Mánh xã Tràng Xá là nơi thành lập đội cứu quốc quân II và nhiều hang động, di tích khác đã đi vào lịch sử của dân tộc.
Do hệ thống giao thông đang từng bước hoàn chỉnh nên tiềm năng du lịch của huyện đang được phát huy cùng với hệ thống du lịch trong toàn tỉnh.

## Danh nhân
- Thượng tướng Chu Văn Tấn